# 阿拉姆哈勒法戰役
阿拉姆哈勒法岭战役（英語：Battle of Alam el Halfa）在1942年8月30日-9月5日期间于艾尔阿拉敏南部的沙漠中爆发，该战役是第二次世界大战期间北非战场諸戰役的一部分，由陆军元帅埃尔温·隆美尔指挥的德国非洲军团对伯纳德·劳·蒙哥马利中将指挥的英军第8軍团发起的一次旨在围歼后者的行动。这是北非战场上轴心国军队在埃及、叙利亚地区主动发起的最后一次大规模攻势，隆美尔原计划在同盟国增援到来而导致轴心国无法在非洲获得胜利之前藉由这次战役击败第8軍团。 
由于德国非洲军团的计畫事先被盟军“超级机密”破获并提前告知蒙哥马利，蒙哥马利决定在南部战线上留开一个缺口，并在距离前线32公里的阿拉姆哈勒法岭附近部署了他手头大部分的装甲部队和火砲。在这种新的战术中，蒙哥马利刻意让己方的戰車成為固定火力点來执行反戰車任务，而不是像以往那样在运动战中集中使用來输出火力。在此次战役中，随着德国非洲军团对阿拉姆哈勒法岭进攻的失败，以及后勤补给的情况愈发短缺，隆美尔最后不得不下令德国非洲军团撤離战場。蒙哥马利并没有利用这次防守的胜利來扩大战果，而是继续有条不紊地为即將到來的第二次艾爾阿拉敏战役增強自身实力；而紐西兰第2步兵师則在伯纳德·弗莱博格中将的带领下，对義大利军阵地发起了一次未遂的反击，损失惨重。
本场战役以轴心軍的进攻失败而告终，在李德·哈特所編纂的《隆美尔战时文件》中，隆美尔将战役的失败归因于三点：1. 英军阵地构筑的坚固性与侦察報告不符、2. 英国皇家空军对制空权的完全掌握、3. 轴心国承诺的燃料补给不曾运达。（隆美尔并没有意识到盟軍“超级机密”的作用）。根據該书记载，在这次进攻失败之后，隆美尔自己也承认轴心軍攻佔苏伊士运河地区的最后希望破灭了，並且得出“由于英美两国强大的工业力量，我们非失败不可了。”的结论。該书中的弗里茨·拜尔莱因将军附注，认为盟军的空中优势和地毯式轰炸对隆美尔的作战观点产生了重大影响，以至在接下来的1944年中影响了他对于轴心國“大西洋防线”的战略防御部署。隆美尔也提及这次失败的进攻，对北非轴心国军队的机动力量形成巨大的削弱，迫使他终止了进攻行动，而为了适应盟軍日益增长的空中力量，他不得不将部队在一定范围内分散佈置，而这次战役的失利也远不仅是战术失败和战术后撤。阿拉姆哈勒法岭战役的失败使得隆美尔失去了主动进攻的运作能力，也让他失去了保住轴心国在非洲势力的能力——轴心国对非洲的战略目的将永远无法达成。

## 战役背景
第一次阿拉曼战役后轴心国和同盟国都十分疲惫，1942年7月双方在阿拉曼地区开始进入了对峙阶段，这是隆美尔非常不愿意看到的现状——“在向阿拉曼的进军之中，我最努力要避免的事情就是使战争在阿拉曼一线‘停滞’下来，而变成一个具有固定防线的机械化静态战争。”他认为英军曾受过这种“机械化静态战争”的高度训练，并能充分发挥自身坚持忍耐的优势而避免缺乏机动性和弹性的劣势。在8月9日和空军元帅阿尔贝特·凯塞林的交流后隆美尔似乎对于战局还抱有一丝希望——事后来看这种希望当然是赌徒式的一种侥幸心理，但不得不承认很大一部分原因正是这种侥幸让隆美尔率领非洲军对阿拉曼地区的英军再次发起赌博式的阿拉姆哈勒法岭战役。
战役发起的另一部分重要原因还是在于双方对峙阶段的军备竞赛让隆美尔和非洲军处于巨大的补给压力和装备劣势中——如果不在9月同盟国的大量补给与装备到来之前发起进攻，情况会更加糟糕。非洲军在对峙过程中得到的补充远逊于英军，造成这一窘境的原因主要如下：一是进入阿拉曼地区大大拉伸了非洲军的补给线，从托布魯克、班加西港、的黎波里距离前线的距离分别长达640公里、800公里和1300公里（的黎波里因距离太远几乎无法作为补给点使用）；二是港口补给的组织及其低下，在《隆美尔战时文件》一书中详细地描述了德意联军在协调补给方面的混乱，例如地中海船只的调派权被意大利最高统帅部控制、两军物资和人员的运输优先存在矛盾、船只装卸的速度缓慢导致港口的吞吐量受到困扰，而港口的防空问题又让补给的装卸与运输效率进一步打折（不过因为隆美尔始终没有意识到“超级机密”在帮助英军接獲情报方面的帮助，隆美尔在书中把这种情况归因于“意大利内部腐朽的政治体制原因”或者是夸张的“意大利人通敌”的结论并不具备说服力）；三是英国皇家空军的持续空袭
但是非洲軍團的軍事物資在地中海被盟軍馬爾他島派出海軍空軍攻擊後越來越少；不僅如此，所有非洲軍團軍事物資須遠從班加西車運至，德軍特工偵知即將有10萬噸英國軍車抵達北非戰場增援助戰，在知悉英軍補給越來越豐沛時，隆美爾決定先攻擊英埃聯軍。

## 盟军的防御计划

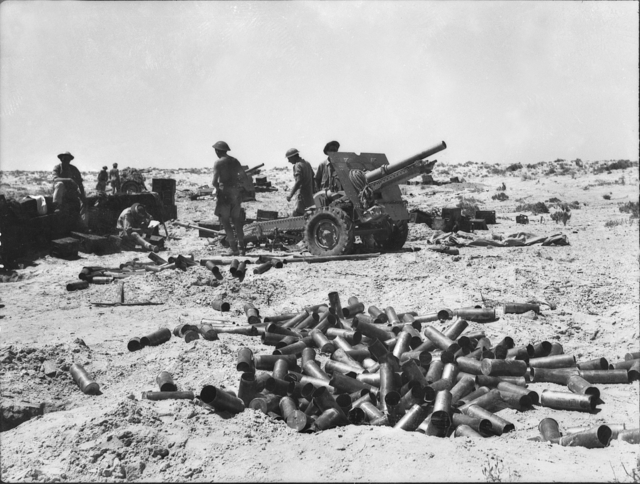
盟軍的25磅大炮

從8月13日起，英國第8軍團改由伯納德·勞·蒙哥馬里陸軍中將（後來被晉升為英國陸軍元帥）指揮，蒙哥馬里預計軸心國一輪新的進攻即將來臨，他在視察前線後簡化盟軍的計劃。
北部地區（大約從阿拉姆哈勒法嶺至海岸線）由英國第30軍防守以迎擊軸心國的主要進攻，在阿拉姆哈勒法嶺以南的一個堅強的哨所（新西蘭哨所）由英國第13軍之北翼防守，由於南面平坦的地形令守軍難以對抗一次裝甲突擊，蒙哥馬里選擇在由新西蘭哨所至奎塔拉窪地附近的奎塔拉哨所的15英哩防線上以部署輕度防禦以迎擊隆美爾的進攻。
前線上佈置地雷及鐵絲網而英軍第7裝甲師則在此區提供機動防禦，由於只部署火炮及輕型坦克，他們沒有預計可以粉碎一次裝甲突擊，但可以騷擾軸心國軍隊的側翼及補給線，當進攻部隊轉向北面及指向在第8軍團戰線側邊的阿拉姆哈勒法嶺時，它們將進入主要防禦區域，在這裡蒙哥馬里選擇集中他手中的大部份中型及重型坦克（集中在英軍第22裝甲旅）和反坦克炮以等待軸心國的進攻，在英軍裝甲部隊背後的高地上，是英軍第44步兵師的兩個旅及集中師團及軍的火炮，而英軍第10裝甲師已經在尼羅河三角洲整補以裝備配有有效的75毫米火炮的M3李/格蘭特坦克，當完成後便前往阿拉姆哈勒法嶺佈防，大部份英軍第8裝甲旅在8月30日到達以部署在第22裝甲旅的左邊，而第23裝甲旅則最遲在9月1日填補在其右邊的空隙。
克劳德·奥金莱克自己的計劃和蒙哥馬里的方向大致相同，但他亦有一系列的應急計劃，以應付防線被突破後的局面，包括在亞歷山卓港及開羅的防守工作，這做成了指揮官之間對防守艾爾阿拉敏或撤退的意向的不一致（這在6月底時就有關防守馬特魯港的問題已經出現過），蒙哥馬里的簡化是放棄其它選擇及強調不惜一切代價堅守其選定之地區，這影響他解釋其意圖給其上司及部署一些單位到前線圈（如英軍第44步兵師），而這是之前保留下來以應付應急計劃。
之後，Ultra截聽證實了英國有關隆美爾進攻方向的情報。

## 戰鬥序列
參與戰役的陸上兵力是：

### 同盟國
英國第8軍團：伯納德·勞·蒙哥馬里中將
英國第13軍
- 新西蘭第2師
  - 新西蘭第4步兵旅
  - 新西蘭第5步兵旅
  - 新西蘭第4步兵旅
  - 英軍第132步兵旅（接受第44步兵師指揮）

- 英軍第44步兵師
  - 英軍第131步兵旅
  - 英軍第133步兵旅

- 英軍第7裝甲師
  - 英軍第4輕裝甲旅
  - 英軍第7摩托化旅

- 英軍第10裝甲師
  - 英軍第22裝甲旅
  - 英軍第8裝甲旅
  - 英軍第23裝甲旅

### 軸心國
德國非洲裝甲軍團：埃爾溫·隆美爾陸軍元帥
德國非洲軍（瓦爾騰奈寧直至在8月30日受傷後由弗里茨·拜爾莱因代替）
- 德軍第15裝甲師
- 德軍第21裝甲師
- 德軍第90輕步兵師

義大利第20裝甲軍
- 義大利第132阿里亞特裝甲師
- 義大利第133利托里奧裝甲師
- 義大利第101亞里斯特摩托化師

義大利第10摩托化軍
- 義大利第185閃電傘兵師
- 義大利第27帕維亞步兵師
- 義大利第17布雷西亞步兵師

### 坦克力量
在1942年8月非洲裝甲軍團共有34輛輕型及193輛中型坦克，其中有27輛是配備了一門75毫米KwK 40 L/43炮的新型四號坦克F2型，這比盟軍的坦克有更大的射程範圍，另有243輛義大利坦克，但大部份均是落伍的M13/40坦克。
同時，盟軍共有712輛坦克，其中500輛將參加該戰役，其中大約170輛是M3李/格蘭特坦克，是當時盟軍最好的坦克；餘下的是輕型及其它中型坦克（斯圖亞特坦克、十字軍坦克）和步兵坦克（維克斯坦克）。

## 進攻

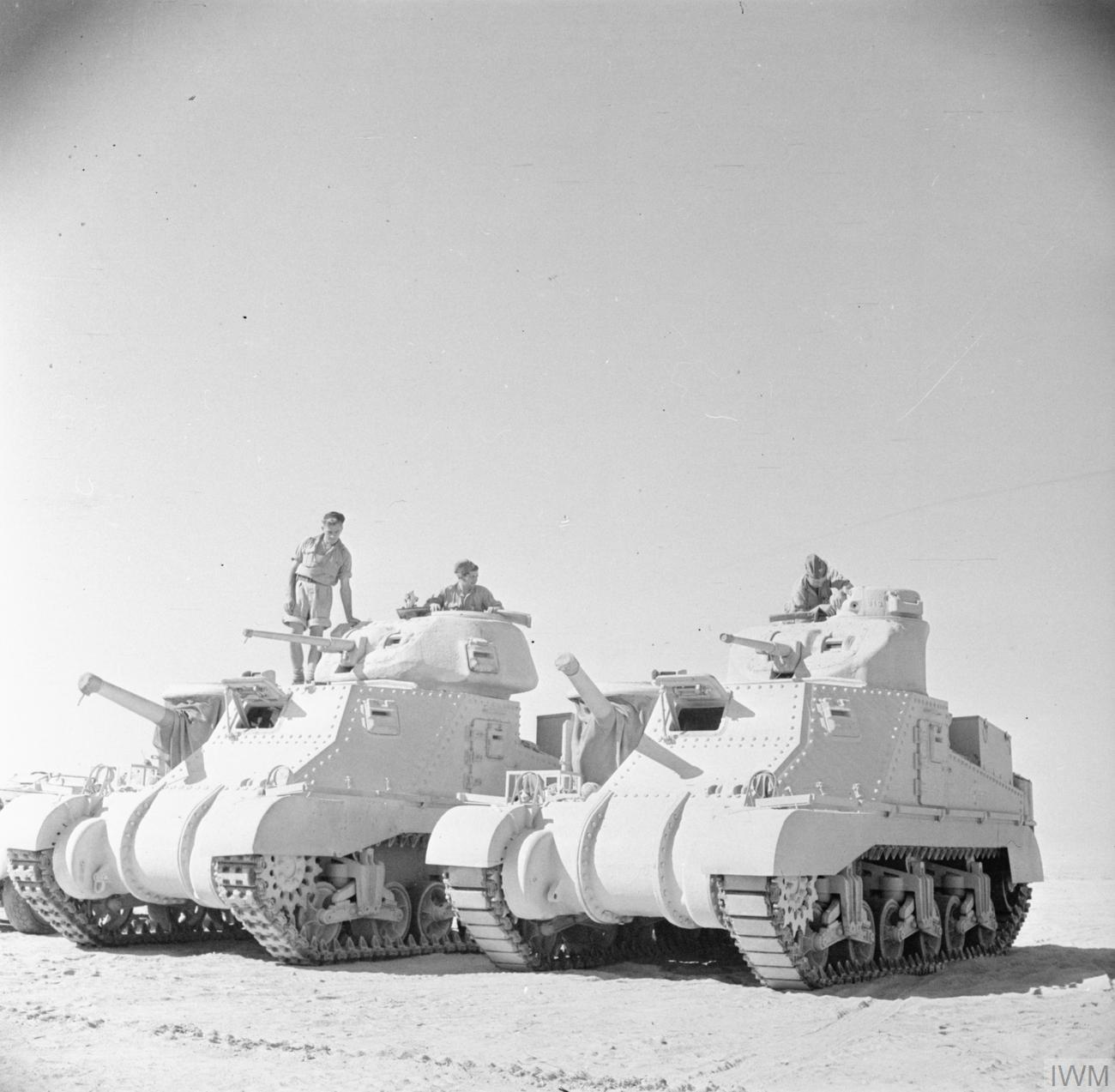
在埃及沙漠上作戰的英軍M3李/格蘭特坦克，在M4雪曼坦克到達前，這是盟軍在北非最優秀的坦克

進攻在8月30日晚上展開以取得滿月的優勢，開始時戰況已對隆美爾不利；英國皇家空軍對軸心國車輛集結地進行猛烈轟炸，皇家海軍的大花青魚式魚雷轟炸機投下照明彈給威靈頓式重型轟炸機及火炮照射目標；還有，地雷陣密度是由稀疏到密集，英軍在地雷區的單位是第7裝甲師的兩個旅（第7摩托化旅及第4裝甲旅），它們得到命令在撤退前給予敵軍最大殺傷，它們完成任務及軸心國的損失開始上升，包括內林將軍在空襲中受傷及第21裝甲師師長馮·俾斯麥少將在迫擊砲攻擊中陣亡。 
雖然面對這些困難，隆美爾的部隊在翌日中午突破盟軍的戰線，英軍慎重地後撤，但隆美爾因非洲軍燃料短缺而被阻延，這個原因加上英軍第7裝甲師繼續其側翼進攻令隆美爾轉向北面指向蒙哥馬里的側翼，這比原定的偏向西面及直接陷入英軍在阿拉姆哈勒法嶺的預定防區內，堅守嶺內的是英軍第22裝甲旅的92輛M3李/格蘭特式和74輛輕型坦克，加上有英軍6磅反坦克炮及英軍第44步兵師和新西蘭第2師的戰防炮支援。
當裝甲部隊到達阿拉姆哈勒法嶺時，四號F2型坦克在遠距離開火及擊毀一些英軍坦克，英軍的M3李/格蘭特坦克受制於裝在車身的大炮，這限制了必須等待敵人進入正面範圍內，它才能從車身上開火，當德軍進入射程範圍內，英軍立即開火及德軍坦克被擊中，德軍意圖攻擊英軍側翼的行動被反坦克炮挫敗，到夜幕降臨時德軍裝甲部隊後撤，在戰事中，德軍損失了22輛坦克而英軍損失了21輛。 
入夜後，大花青魚式魚雷轟炸機及威靈頓式重型轟炸機重臨攻擊軸心國軍的補給線，令它們沒有喘息之機，這增加了隆美爾的物資運輸困難，令他不能得到義大利人承諾供應的汽油，因此跟著，在9月1日的進攻行動只有第15裝甲師發動，它的進攻開始時尚且順利，但很快便被英軍第8裝甲旅的側翼進攻所阻止，德軍損失較少，因為英軍根據命令留下其坦克以應付即將來臨的進攻。
空襲在整天持續及直至9月2日早上，由於明白到進攻已經失敗及其部隊留在突出部內只會令損失增加，隆美爾決定撤退。

## 隆美爾撤退
在給予德國國防軍最高統帥部的報告中，隆美爾解釋其放棄進攻的決定是由於缺乏燃料、盟軍的空中優勢及突然增加的損失，在9月2日對軸心國的不利戰況依然持續，第8輕騎兵團第4營（屬於第4裝甲旅）的裝甲車突入軸心國的補給線及攻擊300輛軍車，擊毀了其中的57輛，結果，義大利的裝甲部隊被調來保護補給線及阻止新的進攻。

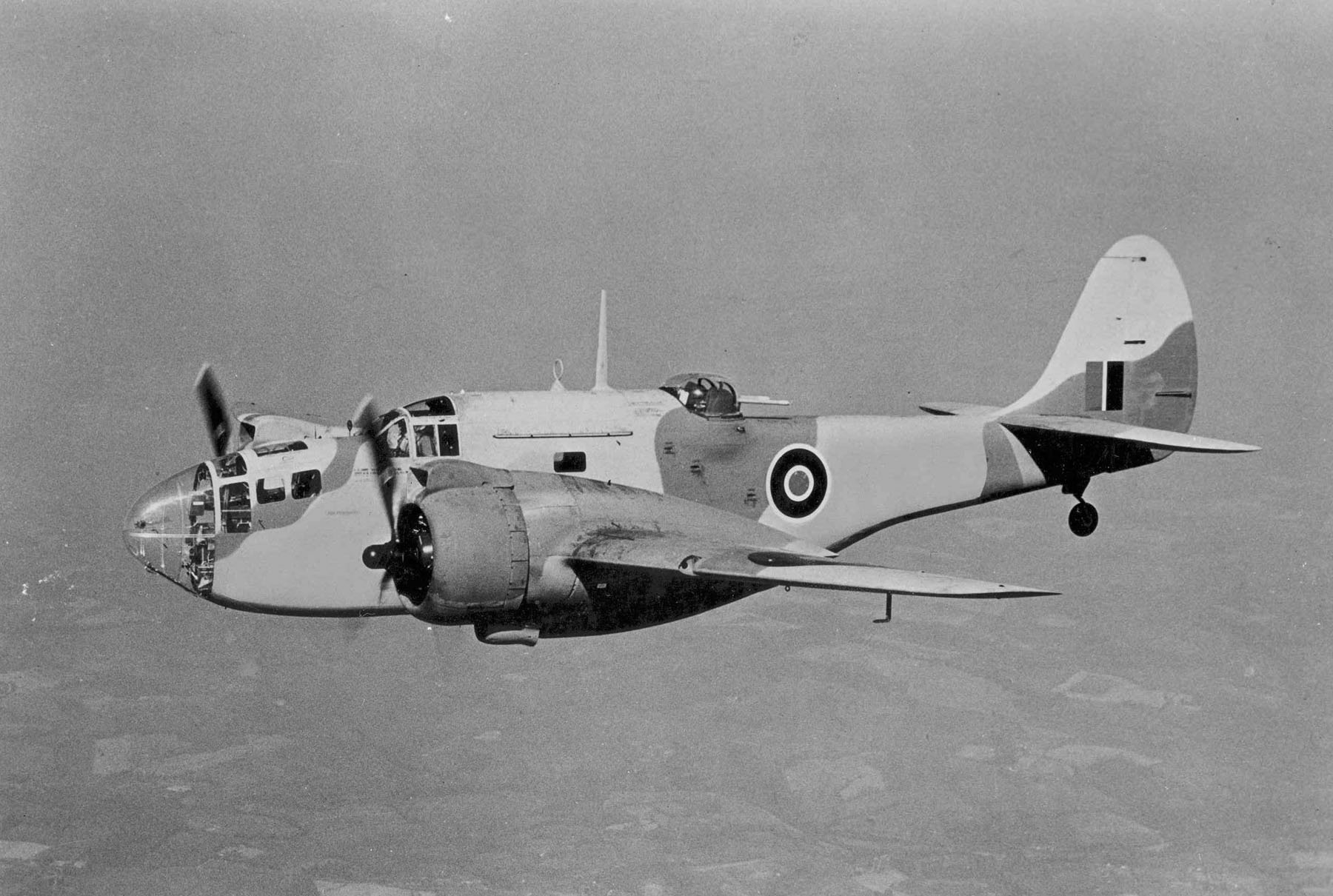
一架英國皇家空軍馬田·巴爾的摩轟炸機，巴爾的摩及DB-7道格拉斯轟炸機在日間飛行和威靈頓式重型轟炸機及大青花魚式魚雷轟炸機在晚間巡航，以對德國非洲軍團保持一定的壓力

雙方在第二日不太積極，除了在空中，在這裡沙漠空軍共有167架轟炸機及501架戰鬥機。
蒙哥馬里明白到德國非洲軍已經撤退，他策劃英軍第7裝甲師及新西蘭第2師進行反攻，但要避免出現重大傷亡。
當第7裝甲師的行動只是騷擾性的襲擊時，新西蘭第2師發起重大進攻，共有2個旅參加，在裝甲部隊支援下，向南越過非洲軍的補給線及在盟軍戰線以東弧立它們，在9月3日晚上開始，進攻開始受阻及完全失敗，皇家坦克旅的46輛維克斯坦克在黑暗中被擊毀，其中12輛是因為陷入地雷區而損失的，第90輕步兵師在步兵兇猛進攻下損失了972人，因而不能阻止隆美爾逃脫。
新西蘭師的另一個旅在晚間的進攻被弗里茨·拜爾莱因中將的部隊挫敗，當時的印度第10步兵師正在塞普勒斯，因此在新西蘭師北面佈防的是印度第5步兵師（這個師在9月9日被印度第4步兵師所取代）：
我們德意志國防軍對印度第10步兵師的進攻，主要是集中在敵人為對戰線中央進行反攻而集結的地區，導致集結在這裡的敵人單位分散，還有，由其它單位為攻擊我軍側翼的進攻，特別是新西蘭人，因為太弱而未能做成突破—他們因而被挫敗，另一個針對義大利第10軍的晚間進攻導致英國人的大量損失，數不清的敵人在戰場上倒臥死亡及俘虜了200人，包括新西蘭第6步兵旅的指揮官克利夫頓少將。
當為消滅掩護德軍撤退的義大利第185閃電傘兵師及第132阿里亞特裝甲師失敗後，蒙哥馬里決定停止進攻，非洲軍因而可以撤退，但遭到沙漠空軍的攻擊，在24小時內損失了957人，到9月5日，軸心國的軍隊幾乎退回到原出發地及戰役結束。

## 總結及損失
在戰役中盟軍共損失了1,750人，而軸心國損失了2,930人，盟軍坦克的損失數字比軸心國的多，但雙方在坦克損失數字上的差距比過去小得多，而英國皇家空軍的猛烈攻擊令非洲裝甲軍團損失了很多運輸車輛。
這是軸心國在北非戰場的最後一次大規模攻勢，最後盟軍在強大的空中火力及取得制空權下獲得勝利。 
在戰役中對蒙哥馬里之領導的批評很多，特別是他選擇避免損失，當非洲軍被困在地雷區及阿拉姆哈勒法嶺之間時，他阻止英軍坦克攻擊非洲軍，在弗里德里希·冯·梅伦廷的裝甲戰役一書中描述了一幅有關裝甲師團戲劇性的圖晝，因缺乏燃料、遭受猛烈轟炸及受到英軍猛然反擊而撤退。
蒙哥馬里的回應指出英國第8軍團正在改革之中，加上他剛剛到達、部隊缺乏訓練，沒有作好發動攻勢的準備，因此蒙哥馬里堅持不將其裝甲力量投入沒有希望的戰鬥中以對抗隆美爾的反坦克炮火，而這些是以往經常發生的，令主動權落入軸心國手中，隆美爾也確實向阿爾貝特·凱塞林抱怨說：「豬玀現在不進攻了！」

新西蘭的進攻失敗證明了蒙哥馬里之戰術的正確，他拒絕跟著敵人的節奏戰鬥令他可以保留力量以進行決定性之進攻，這就是第二次阿拉曼戰役。

## 附錄
1. ↑  Buffetaut pp.90-91
2. ↑  Carver p.48
3. ↑  .   [2008-03-10]. （原始内容存档于2008-02-26）.
4. 1 2  Roberts and Bayerlein 的存檔，存档日期2007-10-21.
5. ↑  Buffetaut pp. 85-86
6. ↑  Buffetaut p. 85
7. ↑  Conetta et al.
8. ↑  Carver p.58
9. ↑  Carver p.62
10. ↑  Carver p.67
11. ↑  Carver p.67
12. ↑  Carver p.70
13. ↑  Buffetaut p. 90
14. ↑  Carver p.181
15. ↑  .   [2008-03-10]. （原始内容存档于2008-05-02）.

## 參閱
- Latimer, Jon (2002); Alamein; John Murray